# Bacia do rio Tietê-Jacaré

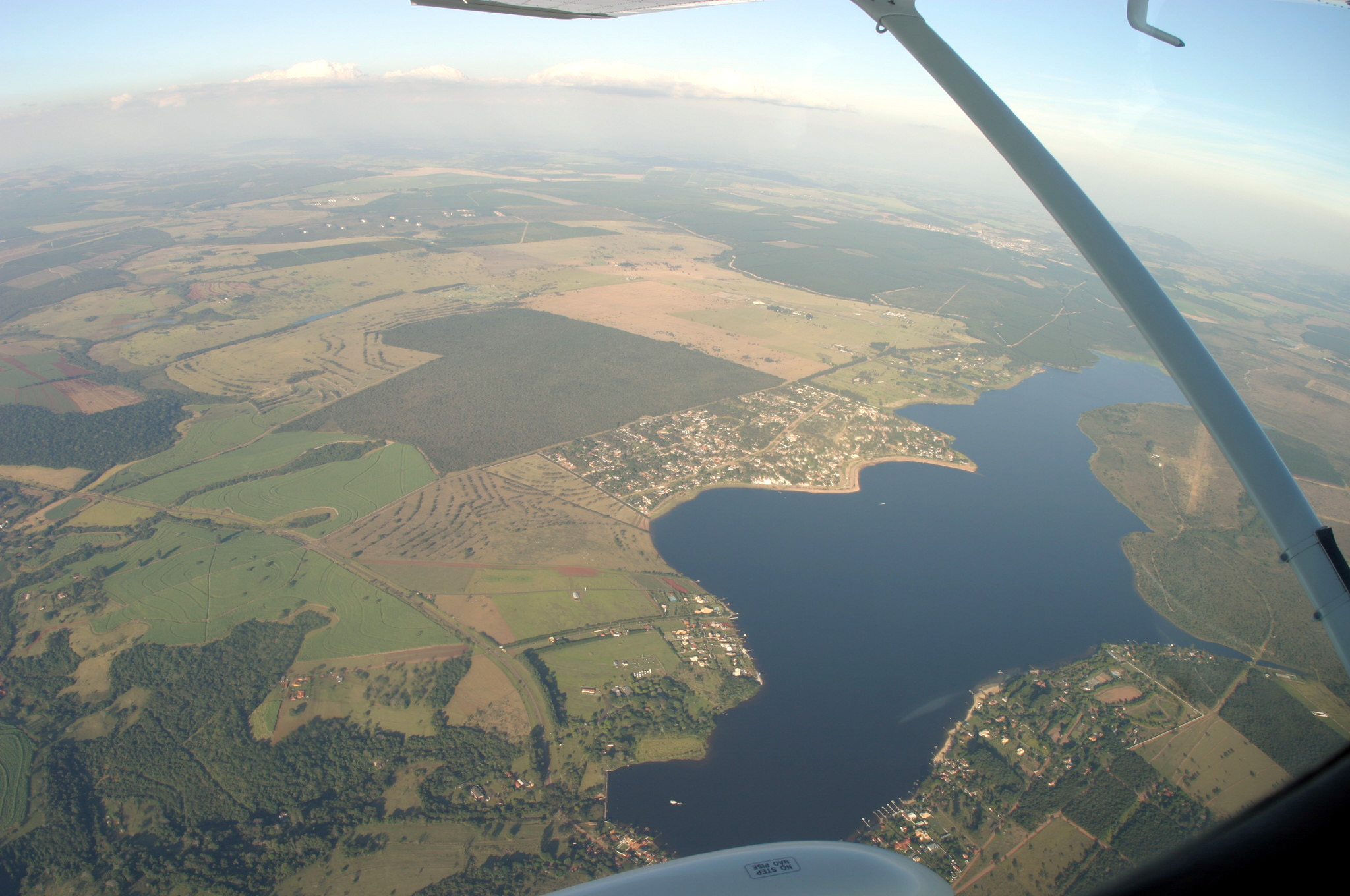
Represa do Broa, em Itirapina, ao lado de onde nasce o Rio Jacaré Guaçu

A Bacia Hidrográfica do Tietê/Jacaré ou SP 16 é uma bacia hidrográfica com 15.808 km² de área total e com 1.423.000 habitantes da população total dos municípios integrantes. É formada pelos rios Jacaré Pepira desde sua nascente até a sua foz, e também pelo Jacaré Guaçu anteriormente a sua nascente até a sua foz; juntamente com seus tributários com as porções de áreas drenadas.
Dessa área total da bacia, a área de drenagem do Tietê/Jacaré é de 11.803,87 km2, mantendo 100% da drenagem dentro do próprio Estado, o que o torna um rio estadual.
Essa UGRHI é constituída de 6 sub-bacias, que se referem, basicamente, aos seus três rios principais, sendo eles: Rio Tietê, Rio Claro, Rio Lençóis, Rio Bauru, Jacaré-Guaçu, Jacaré-Pepira e Rio Jaú, e outros tributários desses rios que são as micro-bacias, tais como o Ribeirão Monjolinho que é tributário do Jacaré-Guaçu.

## Sistema Produtor Alto Tietê
Esses rios e tributários são responsáveis também por reservatórios em várias cidades que banham, para produção e captação de água potável, sendo responsável pelo abastecimento de cerca de boa parte da população das cidades que o compõem, ou seja; os 37 municípios: Agudos, Araraquara, Arealva, Areiópolis, Bariri, Barra Bonita, Bauru, Boa Esperança do Sul, Bocaina, Boracéia, Brotas, Dois Córregos, Dourado, Gavião Peixoto, Iacanga, Ibaté, Ibitinga, Igaraçu do Tietê, Itaju, Itapuí, Itirapina, Jaú, Lençóis Paulistas, Macatuba, Mineiros do Tietê, Nova Europa, Pederneiras, Ribeirão Bonito, São Carlos, São Manuel, Tabatinga, Torrinha, Trabiju e outros.
Nessa bacia a ocorrência das águas subterrâneas dessa UGRHI é condicionada pela presença de quatro unidades aqüíferas: Aqüífero Cenozóico, Aqüífero Bauru, Aqüífero Serra Geral e Aqüífero Botucatu, em suas porções.